# 亨德森格羅夫 (伊利諾伊州)
亨德森格羅夫（英語：Henderson Grove）是位於美國伊利諾伊州諾克斯縣的一個非建制地區。該地的面積和人口皆未知。

## 地理
亨德森格羅夫的座標為41°01′11″N 90°02′41″W / 41.01972°N 90.04472°W，而該地的平均海拔高度為230米（即755英尺）。